# Базилика Юлия
Базилика Юлия (лат. Basilica Iulia) — базилика на Римском форуме, место собраний римского сената, здесь также проходили судебные процессы, прежде всего это было место для tribunalis centumvirale — процессов о наследстве и имуществе. В здании также находились лавки менял; на полу начертаны поля для игр.
Базилика (101 на 49 метров) построена Гаем Юлием Цезарем в 54 — 44 годах до н. э. на месте базилики Семпрония. После пожара здание было восстановлено при Августе, в 12 году до н. э., и в том же году было освящено. В этот период здание было как и базилика Юлия украшено мрамором (внешние стены и стены магазинчиков, опоры).
При пожаре в 283 году базилика сильно пострадала и была отреставрирована при Диоклетиане.
К настоящему времени сохранились руины основания и центральная колонна 283 года.